# کوروش ملایی

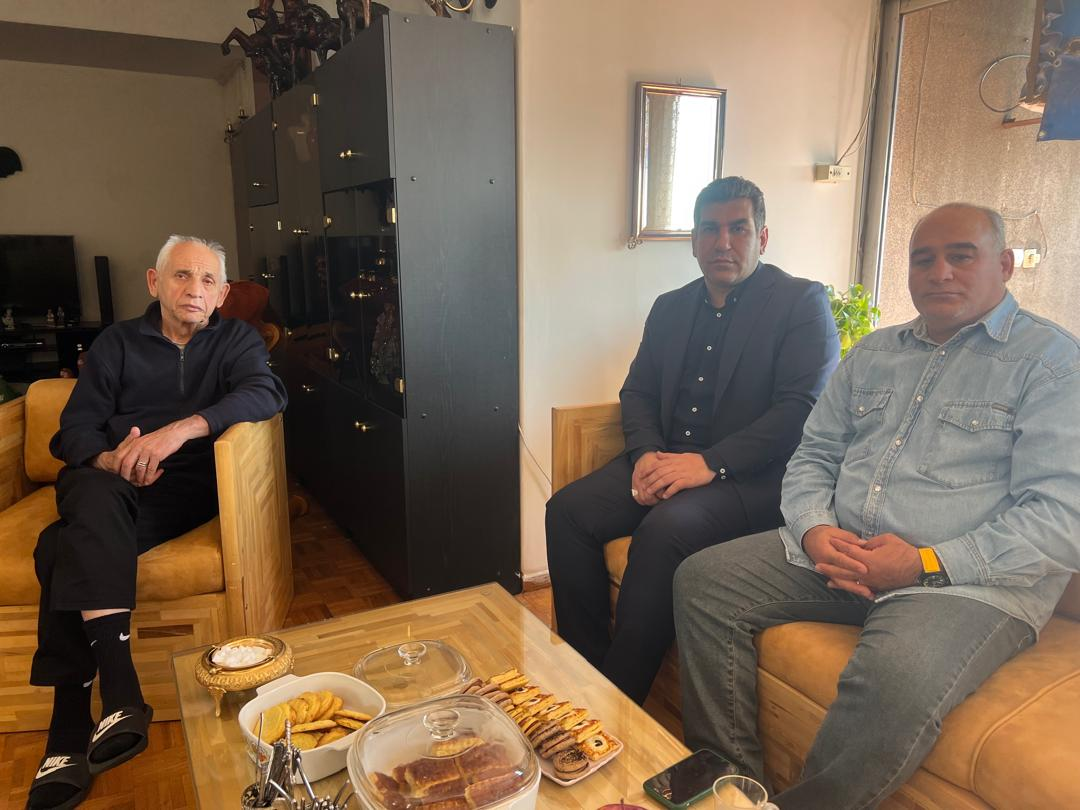
در دیدار با استاد حسین نهرودی‌

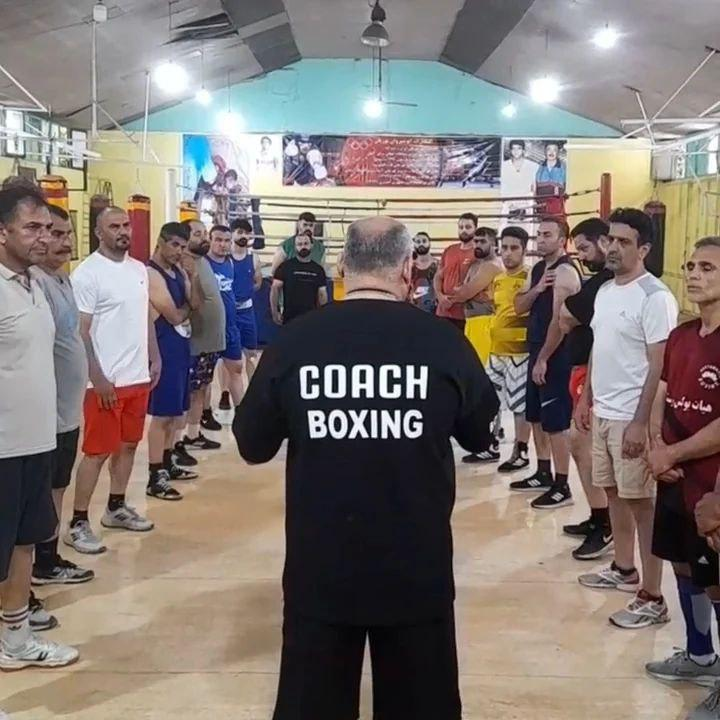

کوروش ملایی سفیددشتی (زاده ۶ آذر ۱۳۵۳ در آبادان) بوکسور آماتور ایرانی است. وی در المپیک تابستانی ۱۹۹۶ در وزن متوسط (۷۵ کیلوگرم) شرکت کرد و در دور اول مقابل روشی ولز از ایالات متحده شکست خورد.

او دوران دبستان و دبیرستان را در اصفهان گذرانید و از سال ۱۳۷۰ در باشگاه آبادان زیر نظر ناصر نیک روش و بلال پورآفریقا و مسعود کرم بیگی ورزش بوکس را فرا گرفت در سال ۱۳۷۱ به عضویت تیم ملی جوانان ایران درآمد و در سال ۱۳۷۲ در تیم بزرگسالان به عنوان رزرو ایوب قوشیچی بود در سال ۱۳۷۵ با کاروان بوکس تیم ملی به بازی های المپیک کشور آمریکا با مربیگری حسین نهرودی اعزام شد. کوروش ملایی سوابق و افتخارات زیادی برای شهر آبادان به ارمغان است که قهرمانی کشوری در سال های ۷۲ ، ۷۳ ، ۷۶ ، و ۷۸ نمونه ای از این افتخارات ارزشمند است همچنین نائب قهرمانی بوکس آسیا در سال ۱۹۹۵ در ازبکستان را در کارنامه دارد . ایشان پس از پایان دوران ورزش قهرمانی از سال ۱۳۸۰ مربیگری را آغاز نمونه اند و هم چنین مربیگری تک ستاره آیبا در سال ۱۳۹۵ و نیز مربیگری ۲ ستاره آیبا در سال ۱۳۹۶ را در کارنامه درخشان خود ثبت نموده اند کوروش ملایی در سال ۱۳۸۰ مربی تیم ملی بوکس ایران و هم چنین از سال ۱۳۹۸ تا کنون سرمربی تیم ملی امید ایران نیز می باشد کوروش ملایی در کنار ورزش قهرمانی درس خواندن را فراموش نکرده است و دارای مدرک تحصیلی کارشناسی حقوق و کارشناسی ارشد جزا و جرم شناسی و نیز وکیل دادگستری نیز می باشد ایشان مدرس رسمی مربیگری بوکس عضو شورای فنی فدراسیون بوکس و عضو کمیته آموزش فدراسیون بوکس کشور در سال های ۱۳۹۶ و ۱۳۹۷ بوده اند او هم اکنون کارمند شرکت پالایش نفت بندرعباس و ساکن این شهر هستند و همچنان به خدمت رسانی به جوانان عاشق بوکس در کشور عزیزمان ایران مشغول می باشند.

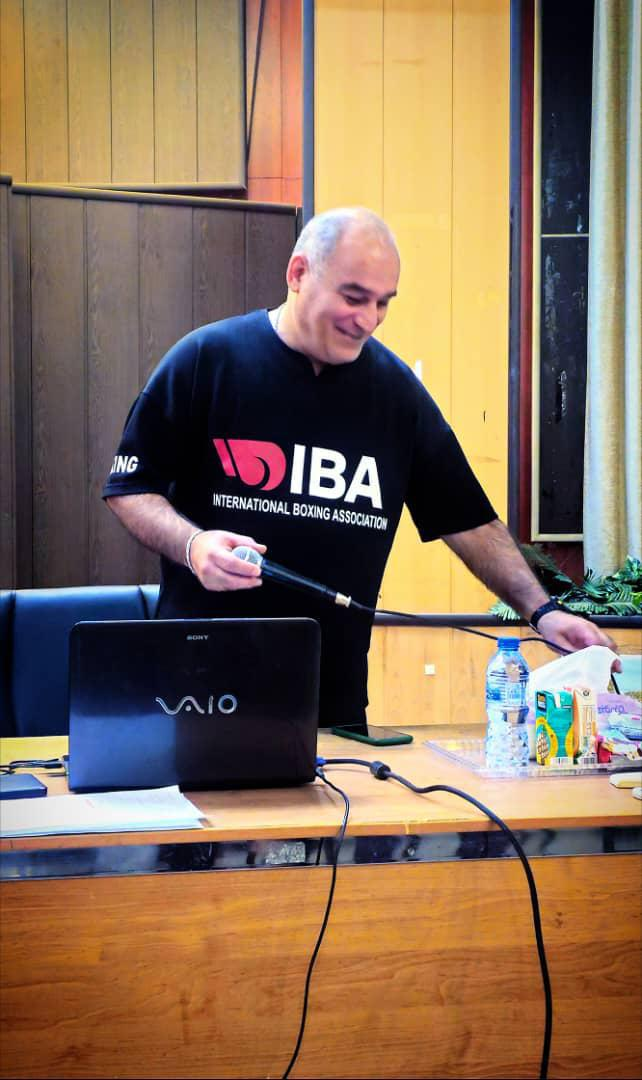

## سوابق
- شروع فعالیت بوکس از سال 1370
- عضو تیم ملی جوانان سال 1371
- عضو تیم ملی بزرگسالان سال 1372
- قهرمان کشور در سال های 1371 الی 1378
- نائب قهرمان آسیا سال 1995 در ازبکستان
- حضور در المپیک آتلانتا سال 1996
- دارنده برنز جام جهانی 1998 در چین، چونچین
- دارنده طلا و نقره جام پادشاهی تایلند 1996، 1997
- چندین دوره قهرمان مسابقات دهه فجر و تورنمنت های بین المللی
- شروع مربیگری از سال 1380
- کسب مربیگری تک ستاره آیبا سال 1395
- کسب مدرک مربیگری دو ستاره آیبا سال 1396
- مربی تیم ملی بوکس ایران سال 1380
- سرمربی تیم ملی امید از سال 1398 
- مدرس رسمی مربیگری بوکس
- عضو شورای فنی فدراسیون بوکس ایران

- عضو کمیته آموزش فدراسیون بوکس 1396 و 1397 

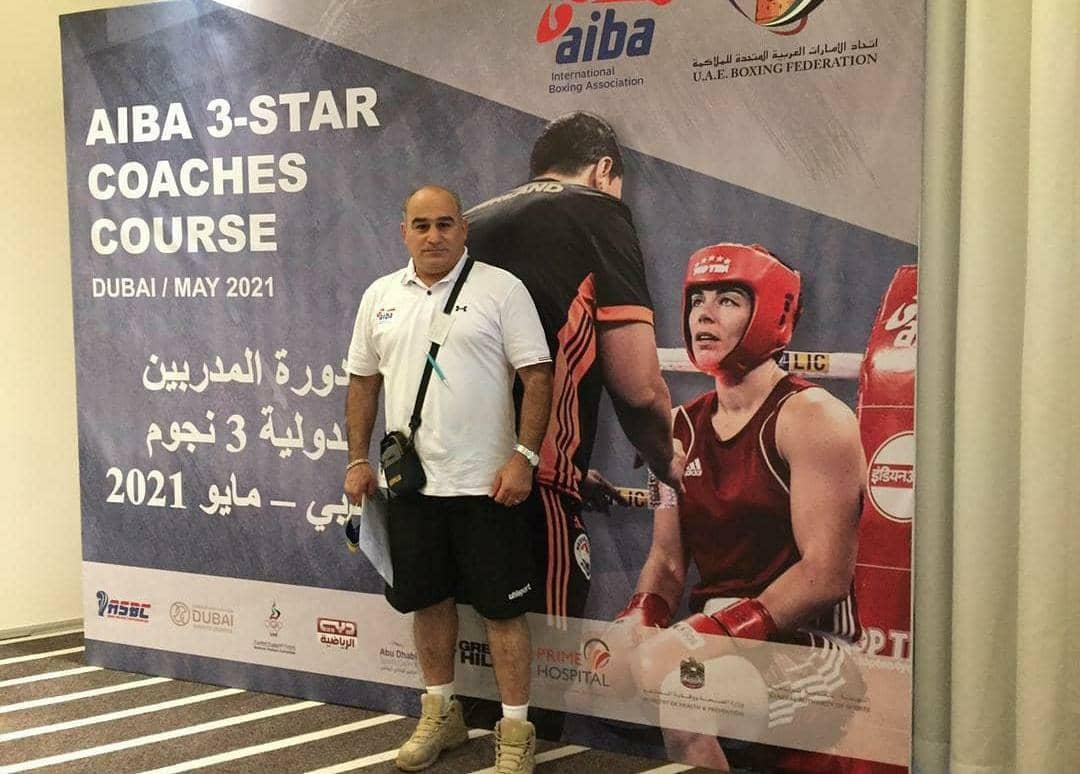